# The Shield (wrestling)

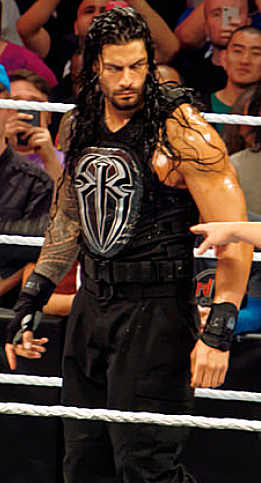
Roman Regins v roce 2015

The Shield byl profesionální wrestlingový tým,v WWE od roku 2012 do roku 2014. V tomto týmu byl Dean Ambrose, Seth Rollins a Roman Reigns. Roman Reigns a Seth Rollins vyhráli WWE Tag Team Championship v roce 2013 na PPV Extreme Rules. Na Extreme Rules 2013 vyhrál i Dean Ambrose svůj první United States Championship, který trval 351 dní, tedy držel U.S. Title po 3 nejdelší dobu.
Dne 9.10.2017 byl Shield obnovený v show RAW.
- Váha dohromady - 321 kg
- Debut - 12. listopad 2012
- Rozpad skupiny - 2. červen 2014 (Rozpad způsobil Seth Rollins když židlí zničil Romana Reignse a Deana Ambrose).
- Výstup - NXT, WWE

## Úspěchy (ještě před rozpadem (2012-2014)
- WWE United States Champion 1x (Dean Ambrose)
- WWE Tag Team Champions 1x  (Seth Rollins a Roman Reigns)
- NXT Champion 1x  (Seth Rollins)
- Anti-Gravity Moment of the Year (2014)
- Breakout Star of the Year (2013)
- Faction of the Year (2013, 2014)
- Trending Now #(Hashtag) of the Year (2013) – #BelieveInTheShield
- What a Maneuver of the Year (2013) (Roman Reigns)